# 佛蘭德家族
佛蘭德家族（法語：Maison de Flandre）是一個起源於低地國家的貴族家族，曾統治佛蘭德、埃諾、那慕爾。

佛蘭德家族徽章

## 著名成員
- 博杜安一世，家族始祖
- 鮑德溫一世，拉丁帝國皇帝
- 布洛涅的鮑德溫，耶路撒冷國王